# Каромама-Мерітмут
Каромама-Мерітмут I (IX ст. до н. е.) — давньоєгипетський діячка, Дружина бога Амона. Відома також як Каромама III.

## Життєпис
Походила з XXII династії. Донька фараона Осоркона II і Каромами II. Про діяльність відомо замало. Отримала титул Дружини бога Амона після смерті Хенуттауї IV, останньої представниці XXI династії. 
З огляду на зображення в поховальній камері, була доволі красивою жінкою. Втім ані про життя, ані про діяльність Каромами-Мерітмут нічого невідомо. Померла і похована в Фівах. Посаду отримала сестра Ташахепер.

## Поховання
Її гробницю знайдено 2014 року в північній частині похованого комлпесу Рамессеум. Має 5-метрову глибину й поховальну камеру, яку було пограбовано ще в давнину. У камеру ведуть кам'яні двері, нижня частина яких збереглася. Біля дверей знайшлися 20 ушебті з іменами жриці і деякі інші фрагменти її похоронного інвентарю, зокрема канопи, що тепер зберігаються в Берлінському музеї.

## Монументи
Зображена в Карнакському храмі. Відома бронзова статуя Каромами-Мерітмут, створена на замовлення її скарбника Ахентефнахта. Цю статую вкрито численними вставками з 15 сортів білого, червоного і жовтого золота. Сукня виконана в формі крил богині Маат. Кожне перо крила було інкрустовано золотом 24 карата, вкрите тонкою фольгою зі сплаву золота і міді. Фольга була така тонка, що через неї було помітно золото. Наразі зберігається у Луврі (Франція). Також виявлено стелу із зображенням жриці.